# Běhařovice
Běhařovice település Csehországban, a Znojmói járásban. Běhařovice Přeskače, Tavíkovice, Slatina, Černín, Mikulovice, Křepice, Vevčice és Újezd településekkel határos. Lakosainak száma 382 fő (2024. január 1.).

## Népesség
A település lakosságának változását az alábbi diagram mutatja:
| Lakosok száma | 847  | 946  | 935  | 757  | 512  | 374  | 378  | 371  | 356  | 382  |
|               | 1869 | 1900 | 1921 | 1961 | 1980 | 2011 | 2016 | 2019 | 2021 | 2024 |